# Eine Meerfahrt

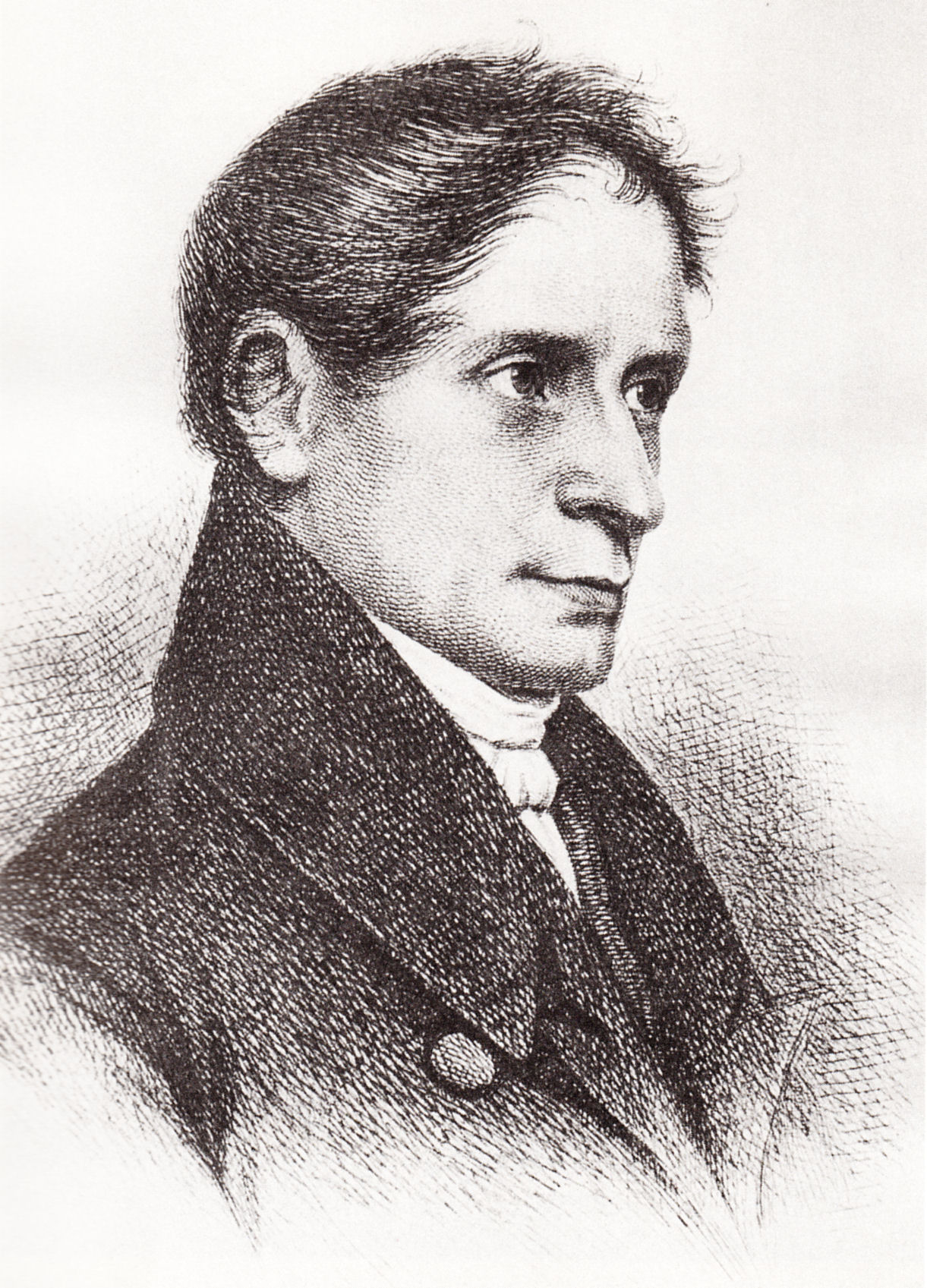
Joseph von Eichendorff

Eine Meerfahrt ist eine Novelle von Joseph von Eichendorff, die um 1836 entstanden und 1864 postum im Druck erschienen ist. Hermann von Eichendorff hatte sie im dritten Band der „Sämmtlichen Werke“ aus dem Nachlass seines Vaters herausgegeben.

## Inhalt
Don Antonio, ein Student aus Salamanka, begibt sich 1540 auf eine Fahrt nach Amerika. Die Besatzung der „Fortuna“ hat aus Gier nach Gold auf dem Schiff angeheuert. Antonio hingegen, im Fahrwasser des Columbus, will Kunde von dem „fabelhaften Wunderreiche“ an den fernen Ufern des Atlantischen Ozeans erlangen. Zudem hofft der junge Mann, seinen seit dreißig Jahren verschollenen Onkel Don Diego zu finden.
Am Ende ihrer langen, entbehrungsreichen Fahrt gelangen sie an Land und die Mannschaft ruft ihren Schiffshauptmann als Vizekönig aus. Während des Empfangs durch die Insulaner versteht der sprachgelehrte „Dolmetscher“ Antonio kein Wort des Inselkönigs. Das Oberhaupt der Einheimischen lässt lächelnd Goldklumpen auf seine Gäste ausschütten.
Als die Europäer die Insel durchstreifen, verlieren sie Antonio. Die einheimische Frau Alma findet ihn und spricht ihn in gebrochenem Spanisch an. Antonio nennt das Mädchen „die Frau Venus“. Als die Eingeborenen die Spanier angreifen, wird Antonio von Alma auf das spanische Schiff gerettet. Als Alma von den fliehenden Spaniern kurz vor dem Lichten des Ankers auf der Insel ausgesetzt werden soll, begehrt Antonio auf. Alma begleitet die Flüchtlinge auf der Fahrt zu einer zweiten, kleineren Insel. Dort bewirtet ein Einsiedler die Spanier mit Obst. Der Einsiedler erzählt später seine Geschichte und stellt sich als Antonios Onkel Don Diego heraus. Nachdem Diego seine Lebensgeschichte erzählt hat, sticht das spanische Schiff – mit Alma und Antonio an Bord – wieder in See. Don Diego bleibt auf seinem Eiland zurück.

## Rezeption
- Ulmer[3] hebt die Auseinandersetzung der Christen mit den Heiden hervor.
- Seidlin[4] analysiert die erzählerische Überlagerung der beiden dreißig Jahre auseinander liegenden Zeiten der geschilderten zwei Meerfahrten, die den Blick auf eine „Über-Zeit“[5] gestatte.
- Auch Gillespie[6] betrachtet ein gestalterisches Element. Er geht auf den Vorgang des gegenseitigen Erkennens der beiden Verwandten unter dem Gesichtspunkt der Duplizität der Ereignisse gegen Ende der Novelle ein.

## Ausgaben
- Eine Meerfahrt im dritten Band Novellen und erzählende Gedichte. In: Joseph Freiherrn von Eichendorffs sämmtliche Werke. Zweite Auflage. 6 Bände. Mit des Verfassers Portrait und Facsimile. Herausgegeben und eingeleitet von H (Hermann von Eichendorff). Voigt & Günther, Leipzig 1864. [Erstausgabe]
- Friedo Lampe (Hrsg.): Joseph Freiherr von Eichendorff: Eine Meerfahrt. Eugen Diederichs Verlag, Jena 1943. (Deutsche Reihe. 126.)
- Joseph Freiherr von Eichendorff: Eine Meerfahrt. Mit Illustrationen von Hans Achenbach. Jung Stilling Verlag, Kreuztal 1948.
- Joachim Lindner (Hrsg.): Joseph von Eichendorff: Eine Meerfahrt. Novelle. Mit Illustrationen von Brigitte Ullmann.  Verlag der Nation, Berlin 1988. ISBN 3-373-00241-9
- Eine Meerfahrt. S. 355–419 in Brigitte Schillbach (Hrsg.), Hartwig Schultz (Hrsg.): Dichter und ihre Gesellen. Erzählungen II. in: Wolfgang Frühwald (Hrsg.), Brigitte Schillbach (Hrsg.), Hartwig Schultz (Hrsg.): Joseph von Eichendorff. Werke in fünf Bänden. Band 3. Deutscher Klassiker Verlag, Frankfurt am Main 1993. ISBN 3-618-60130-1